# ONE on Prime Video 3
ONE on Prime Video 3: Lineker vs. Andrade (también conocido como ONE Fight Night 3) fue un evento de deportes de combate producido por ONE Championship llevado a cabo el 22 de octubre de 2022 en el Axiata Arena en Kuala Lumpur, Malasia.

## Historia
El evento estaba originalmente encabezado por una pelea por el Campeonato Mundial de Peso Mediano de ONE entre el actual campeón Reinier de Ridder (también Campeonato Mundial de Peso Semipesado de ONE) y el debutante Shamil Abdulaev. Sin embargo, Abdulaev fue forzado a retirarse de la pelea al no ser declarado médicamente apto y la pelea fue cancelada.
Una pelea por el Campeonato Mundial de Peso Gallo de ONE entre el actual campeón John Lineker y el contendiente #1 Fabricio Andrade fue la nueva estelar del evento, luego de que el evento principal original fuera cancelado. Durante el pesaje, Lineker dio 145.75 libras, 0.75 libras sobre el límite de peso gallo, por lo que fue despojado de su título, multado con el 20% de su bolsa que fue hacía Andrade, y la pelea continuó en un peso pactado en el que sólo Andrade podía ganar el título.
El evento presentará una pelea por el Campeonato Mundial Inaugural de Muay Thai de Peso Ligero de ONE entre el actual Campeón de Kickboxing de Peso Ligero de ONE Regian Eersel y Sinsamut Klinmee y una pelea por el Campeonato Inaugural de Submission Grappling de Peso Ligero de ONE entre el Campeón Mundial de 77 kg del ADCC 2022 Kade Ruotolo y Uali Kurzhev. Durante el pesaje, Kurzhev dio 174 libras, 4 libras por encima del límite de peso ligero, la pelea continuó en un peso pactado en el que sólo Ruotolo podía ganar el título.

## Resultados
1. ↑  Por el Campeonato Mundial Vacante de Peso Gallo de ONE (ya que Lineker no dio el peso, sólo Andrade era elegible para ganar el título). Un golpe bajo accidental dejó a Lineker incapaz de continuar.
2. ↑  Por el Campeonato Mundial Inaugural de Muay Thai de Peso Ligero de ONE.
3. ↑  Por el Campeonato Mundial Inaugural de Submission Grappling de Peso Ligero de ONE (ya que Kurzhev no dio el peso, sólo Ruotolo es elegible para ganar el título).
4. ↑  Miado no dio el peso (127 lbs).
5. ↑  Bivins no dio el peso (116.75 lbs).

## Bonificaciones
Los siguientes peleadores recibieron bonos de $50.000.
- Actuación de la Noche: Kade Ruotolo, Shamil Gasanov, Mehdi Zatout y Noelle Grandjean